# Asparagus tibeticus
Asparagus tibeticus är en sparrisväxtart som beskrevs av Fa Tsuan Wang och Sing Chi Chen. Asparagus tibeticus ingår i släktet sparrisar, och familjen sparrisväxter.
Artens utbredningsområde är Tibet. Inga underarter finns listade i Catalogue of Life.